# Tales of Berseria
Tales of Berseria (テイルズ オブ ベルセリア Teiruzu Obu Beruseria) е екшън ролева игра в японски стил разработена и публикувана от Bandai Namco Entertainment за PlayStation 3, PlayStation 4, и Microsoft Windows. Тя е шестнадесетата игра от главната поредица Tales series и е прикуъл на Tales of Zestiria. Тя е публикувана първо в Япония за PlayStation 3 и PlayStation 4 към средата на Август 2016, и е публикувана за PlayStation 4 и Microsoft Windows късно през Януари 2017. Манга адаптация на играта е сериализирана в Месечното Комикс Списание на Ичиджинша от Октомври 2016.

## Геймплей
Tales of Berseria е ролева видео игра, при която играчи се придвижват в света на играта чрез движението на героите на играта от гледна точка на трето лице. Както при предишните Tales игри, героите могат да общуват по между си чрез „Скитове“ – анимирани клипове, които протичат извън кът-сцени и битки: героите са представени от портрети от главата до рамената, а разговорите могат да варират от сериозни до комедийни. Ново при „Скит" системата въведение за поредицата е „кът-ин“ ефекта, при който в определени моменти в скечовете герои в различни пози ще влязат в „скита“ в отговор на диалога.
Както при предишните заглавия на Tales, играта използва вариант на Linear Motion Battle System (LMBS). Версията, използвана в Берсерия, е наречена „Liberation-LMBS“: когато в района на бойните действия, играчите могат свободно да се движат в арената и да въртят камерата на воля. Героите се борят, използвайки физически и магически атаки, заедно с това изпълнявайки умения, известни като Арте (Arte), които имат различни ефекти върху враговете, като например зашеметяването им или причиняването на негативни статуси. Арте-та могат да бъда директно нанесени върху различни бутони за управление. Способностите извън атакуването включват блокиране на атаки, избягване на опонентите и бягство от битката.
Ключов елемент в битките е Soul Gauge (Соул Гейдж; Мярка за Души), който замества механизма управляващ действията при по-ранните Tales игри – всеки герой има отделна мярка, показваща до пет Души (Souls; единствено: Soul), които се изразходват при използване на различни Арте. Въпреки че героите все още могат да атакуват с изчерпан Soul Gauge, техните атаки могат да бъдат лесно отклонени от врагове. Soul Gauge автоматично се презарежда с времето. Души могат да се изпуснат от врагове през битката, и могат да бъдат „откраднати“, за да се напълни отново мярката – функция, която враговете също могат да използват, за да откраднат Души от играча. Ако достатъчно от Soul Gauge е пълно, героите могат да активират уникални състояния, наречени Break Soul, където те могат да надхвърлят комбо лимита си и да внесат уникални ефекти в битката: например Break Soul на Велвет кара ръката ѝ да стане звероподобна и да се задействат различни елементални атаки в зависимост от типа враг.
Основната група се състои от четири героя, които могат да бъдат избрани за контролирания от играча герой по време на битката, като другите налични играеми герои се държат в резерв. Въпреки че е проектиран предимно за един играч, играта има локален мултиплейър. Функция, наречена Switch Blast, може да се използва при размяна на героите: като използва част от Blast Gauge, контролираният член на групата се превръща в резервен член, като използва безплатна атака. Blast Gauge също се изчерпва при извършване на атаки, наречени Mystic Artes.

## История

### Свят
Историята на Berseria протича в Светата Мидгандска Империя, мощна държава, която управлява континента в този свят, който има формата на архипелаг. Светът на играта е същия, като този в Tales of Zestiria, въпреки че събитията в Berseria се случват 1000 години преди събитията в Zestiria. Има безброй острови, а управлението на Мидганд пресича дори моретата. Земите включени в сушата и островите в играта са разделени на „територии“. Освен хората, една от другите основни раси е Малаким (единствено: Малак), свръхестествени духове, чиито воли са запечатани. Те биват използвани от хората като роби, като биват карани да използват техните магическите способности, след като са станали видими дори за нормални хора поради Адвента, инцидент 3 години преди бягството на Велвет от затвора. В цялата империя болест, известна като Даемонска Болест (анг: Daemonblight), кара заразените да загубят своята човечност и чувство за рационалност и да се трансформират в чудовища, известни като Даемони (анг: Daemons), които представляват заплаха за света. Заедно с владетелите на Светата Мидгандска Империя съществува теократичен орден, известен като Абатството, които имат голямо политическо и религиозно значение и имат влияние в имперските работи. Екзорсистите, войници от абатството, имат задачата да въведат мир и ред, като прочистят света от Даемоните, и са готови да стигнат до крайности, за да постигнат целта си.

### Сюжет
Когато е дете, Велвет Кроу, заедно със своя малкък брат Лафисет, биват спасени от техния девер Арториус, през протичаща Алена Нощ където даемони нападат тяхното село; Бременната голяма сестра на Велвет, Селика, бива убита по време на събитието, известно като „Отварянето“. Седем години по-късно, Велвет се грижи за болния си брат заедно с Арториус. Алената Нощ се завръща, като цялото село се поддава на Даемонската Болес, а когато Велвет открива Арториус, тя го вижда да използва нейния брат като жертвоприношение в ритуал, известен като „Адвента“. Арториус опитва да използва и нея за Адвента, но тя се съпротивлява и Даемонската Болест обладава ръката ѝ, мутира я, и превръща Велвет в Даемон, наречен „Терион“, със способността да поглъща Даемони. В яростта си, тя избива близките Даемони, преди да припадне. Велвет се събужда в затвор за Даемони на остров Титания, където се кълне да убие Арториус и да отмъсти за убийството на брат си. Група същества, известни като Малаким, които преди са били видими само за „резонансни“ индивиди, стават видими за повечето хора по света след „Адвента“. През течение на следващите три години Арториус сформира Абатството, за да донесе мир в Светата Мидгандска Империя, превръщайки се в „Пастир“ на организацията, и се възприема от хората като спасител заради установяването на екзорсистите, използвайки малакимите.
След три години затвор, Велвет е освободена от Сиарийз, бившия Малак на Арториус, който се е откъснал от него. По време на бягството си, Велвет помага на затворниците Рокуро и Магилу и се бори срещу Праетор Екзорсист Оскар Драгония. Сиарийз бива ударена от фатална атака, когато Оскар превръща един от малакимите си в дракон, който да се изправи срещу тях. Поглъщайки Сиарийз по нейно собствено желание, Велвет прави последна атака срещу Оскар, която заслепява едното му око, преди той да избяга. В този момент Велвет осъзнава, че Сиарийз е преродената ѝ починалата сестра, Селика. След това Велвет и компания избягват от острова. По време на пътуването си за отмъщение, тя среща и Лафисет, малак, бившо в служба на Праетор Екзорсист Тереза Линарес, докато не бъде отвлечен от Велвет, и даден ново име от нея; Елеанор, екзорсистка от Абатството, която поставя под въпрос методите им; и Айзен, малак, който пътува с пирати, които предоставят на групата безопасно място. Към тях се присъединява и Биенфу, Нормин Малак, първоначално обвързан с Магилу, и който е обвързан с Елеаонора, докато Магилу е в затвора. Първоначално Елеанор е несклонна да се присъедини към Велвет, опитвайки се да се самоубие, преди да бъде помолена да шпионира групата, като след това научава пълните планове на Абатството.

## Разработка
Разработването на Tales of Berseria започва през есента на 2014 г. в Bandai Namco Studios, след като активната разработка на Zestiria завършва. Привличаща вниманието промяна е, че Хидео Баба не действа като продуцент, а вместо него ролята се изпълнява от Ясухиро Фукая, докато Баба поема общото ръководство на поредицата „Tales“. Йошимаса Танака има длъжност на директор; музиката е композирана от Мотои Сакураба ; бойната система е проектирана от Тацуро Удо; докато дизайна на героите е създаден от Муцуми Иномата, Косуке Фуджишима, Минору Ивамото и Дайго Окумура. Въпреки че Berseria е първото оригинално заглавие на Tales, разработено за PlayStation 4, то е пуснато в обръщение и на PlayStation 3 в Япония - играта първо е разработена на PS3, след което е надстроена до PS4. Използвайки гейм енджин, подобен на тези от предишните заглавия на Tales, по-голямата част от актуализирането е насочена към технически подобрения, за да се осигури безпроблемна работа на играта на всички платформи. Berseria е предназначена да бъде последна от поредицата на Tales за конзоли от седмо поколение.
Сценарият е написан от Наоки Ямамото, който преди това работи по Zestiria . Въпреки че тя е прикуъл на Tales of Zestiria - разигравайки се в далечното минало и съдържаща места, случки и хора, споменати в Zestiria - историята на играта е проектирана така, че да може да се развива самостоятелно. Тази концепция за далечна връзка между игрите е вдъхновена от желанието на разработчика да подражава на подобната връзка между Tales of Phantasia и Tales of Symphonia. Историята също така включва намеци от по-ранни игри в поредицата, като например това, че корабът на групата е кръстен на подобен транспортен кораб от Tales of Eternia . Основната тема на Tales of Berseria е конфликтът между емоция и разум, където Велвет е въплъщение на емоция и ярост. Тази тема е представена в заглавието на играта, което произтича от термина " Berserker ", легендарни войни, на които е вдъхната неконтролируема сила. Играта е първата в поредицата Tales, в която участва единствено жена като главна героиня - единствената предишната водеща героиня е Мила Максуел от Tales of Xillia, която споделя ролята си на главен герой с Джуд Матис. Тъй като Мила е популярна сред феновете на Tales, бива решено главния герой на Berseria да бъде жена. Решението е повлияно и от нарастващите искания за главни героини във видеоигрите, особено от Запада.
Bandai Namco Entertainment подава търговска марка за заглавието, заедно с други две заглавия, на 20 април 2015 г. На 6 юни 2015 г. играта е официално разкрита пред публиката, включително с подробности за главния герой Велвет, дублирана от Рина Сато на японски и Кристина Ви на английски и разработена от Муцуми Иномата. Бива разкрито, че Ufotable ще анимира аниме кът-сцените. Играта е разкрита в последната част от събитието, организирано от компанията, отпразнуващо 20-годишнината на поредицата Tales. Годината на излизане на играта бива обявена през декември 2015 г., докато излизането на западна версия за PS4 и Microsoft Windows е потвърдена следващата седмица. Основната песен на играта Burn е композирана и изпълнена от Flow, като японският вокал се използва и в западната версия. Характерното му жанрово име, повтаряща се черта на поредицата, е Kimi ga kimirashiku ikiru tame no ārupījī, буквално „RPG на откриване на собствената причина да живееш“). За западното издание на играта сцената, в която Арториус убива брата на Велвет, Лафисет, е променена: вместо да го намушка директно с меча си, Арториус го жертва, използвайки магическа церемония, намалявайки нивото на насилие, като същевременно запазва драматичното значение на сцената. Тази промяна е направена, за да се запази възрастовият рейтинг на играта на приемливо ниво, като по-специално запазването на рейтинга 16, даден от европейското Общоевропейско информационно табло за игри . В по-късно изявление Bandai Namco заявява, че освен стандартните текстови и диалогови вариации на японската и английската локализация на играта, за западното издание не е променено друго съдържание. На 10 декември 2016 г. Bandai Namco America публикува извиненията си за промените в сцените, отговарящи на локализацията.

## Рецепция
Играта като цяло получава положителен прием. Metacritic дава на PS4 и PC версиите на играта съответно 79/100 и 80/100. Famitsu дава на Tales of Berseria оценка 35 от 40 въз основа на четири отзива. Сред положителните коментари, много са главно насочени към нейната история и герои, заедно с някои аспекти на нейния геймплей. Основните критики на рецензентите са отправени срещу известната липса на оригиналност в геймплейя и разочарование, че играта не използва по-добре графичната мощ на PS4. Dengeki PlayStation похвалват историята и героите, като особено отбелязват като добро изпълнението на Сато като Велвет, и допълват, че битките са най-забавните в поредицата до момента. Те обаче критикуват туториелите като твърде дълги, искат по-бързо движение на героите по-рано в играта и че новодошлите в серията може да бъдат претоварени от броя на аспектите, които трябва да научат.
Меган Съливан от IGN дава на Tales of Berseria оценка от 8,8/10, хвалейки емоционалното заредената история, разнообразните герои и това, че Велвет се чувства от играча по-скоро като антигерой,в сравнение с главните герои от предишни игри от поредицата Tales. Критиките се отнасят основно към неоригиналния дизайн на част от обстановките на играта и колко е необходимо обратно връщане през стари локации, за да прогресираш през играта.

### Награди
| Година  | Награда                                                  | Категория  | Резултат | Реф |
| ------- | -------------------------------------------------------- | ---------- | -------- | --- |
| 2018 г. | Награди на Националната академия за търговия с видеоигри | Шаблон:Nom |          |     |
| 2018 г. | Награди на Националната академия за търговия с видеоигри | Шаблон:Nom |          |     |